# Lidia Isac
Lidia Isac, född 27 mars 1993 i Sankt Petersburg, är en moldavisk sångerska av ryskt ursprung.

## Karriär
Som sjuåring började Isac ta pianolektioner på Maria Biesos musikskola i Moldaviens huvudstad Chișinău. Sedan dess har hon vunnit en mängd musiktävlingar och det internationella genombrottet kom när hon som trettonåring deltog i den bulgariska tävlingen Serebryanaia Yantra.
2013 kom hon trea i musiktävlingen East Bazaar i Jalta och 2014 kom hon till final i den Lettiska tävlingen New Wave. Samma år tävlade hon i Baltic Superstars Contest i Sankt Petersburg och 2015 vann hon Meikin Asia i Kirgizistan.

### Eurovision
Isac ingick tidigare i duon Glam Girls som flera gånger tävlat i O Melodie Pentru Europa, Moldaviens nationella uttagning till Eurovision Song Contest.
Hon deltog som soloartist i O Melodie Pentru Europa 2016 med låten "Falling Stars" där hon tog sig vidare till final från den andra semifinalen den 25 februari 2016. Hon vann finalen den 27 februari efter att ha fått flest telefonröster av de sexton bidragen, samt tredje flest poäng av juryn.
Vinsten innebar att hon fick representera Moldavien i Eurovision Song Contest 2016 i Stockholm med sin låt. Hon framförde bidraget i den första semifinalen i Globen den 10 maj 2016, men låten gick inte vidare till final.